# Peucedanum nepalense
Peucedanum nepalense är en flockblommig växtart som beskrevs av P.K.Mukh. Peucedanum nepalense ingår i släktet siljor, och familjen flockblommiga växter. Inga underarter finns listade i Catalogue of Life.